# Atlétika a 2015. évi nyári universiadén
A 2015. évi nyári universiadén az atlétikában összesen 50 versenyszámot rendeztek. Az atlétika versenyszámait június 8. és 12. között tartották.

## Éremtáblázat
| #        | Ország                    | Arany | Ezüst | Bronz | Összesen |
| 1.       | Oroszország               | 12    | 8     | 9     | 29       |
| 2.       | Japán                     | 4     | 3     | 5     | 12       |
| 3.       | Kazahsztán                | 4     | 0     | 0     | 4        |
| 4.       | Lengyelország             | 3     | 6     | 3     | 12       |
| 5.       | Németország               | 3     | 2     | 2     | 7        |
| 6.       | Kína                      | 2     | 3     | 4     | 9        |
| 7.       | Dél-afrikai Köztársaság   | 2     | 0     | 4     | 6        |
| 8.       | Belgium                   | 2     | 0     | 1     | 3        |
| 9.       | Azerbajdzsán              | 2     | 0     | 0     | 2        |
|          | Dominikai Köztársaság     | 2     | 0     | 0     | 2        |
| 11.      | Amerikai Egyesült Államok | 1     | 4     | 1     | 6        |
| 12.      | Jamaica                   | 1     | 3     | 1     | 5        |
| 13.      | Új-Zéland                 | 1     | 2     | 1     | 4        |
| 14.      | Ausztrália                | 1     | 1     | 3     | 5        |
| 15.      | Fehéroroszország          | 1     | 1     | 1     | 3        |
| 16.      | Észtország                | 1     | 1     | 0     | 2        |
| 17.      | Csehország                | 1     | 0     | 2     | 3        |
| 18.      | Litvánia                  | 1     | 0     | 1     | 2        |
| 19.      | Barbados                  | 1     | 0     | 0     | 1        |
|          | Elefántcsontpart          | 1     | 0     | 0     | 1        |
|          | India                     | 1     | 0     | 0     | 1        |
|          | Írország                  | 1     | 0     | 0     | 1        |
|          | Uganda                    | 1     | 0     | 0     | 1        |
|          | Ukrajna                   | 1     | 0     | 0     | 1        |
|          |                           |       |       |       |          |
| 25.      | Marokkó                   | 0     | 3     | 0     | 3        |
| 26.      | Kanada                    | 0     | 2     | 1     | 3'       |
|          | Lettország                | 0     | 2     | 1     | 3        |
| 28.      | Románia                   | 0     | 2     | 0     | 0        |
| 29.      | Törökország               | 0     | 1     | 4     | 5        |
| 30.      | Tajvan                    | 0     | 1     | 1     | 2        |
| 31.      | Algéria                   | 0     | 1     | 0     | 1        |
|          | Botswana                  | 0     | 1     | 0     | 1        |
|          | Burkina Faso              | 0     | 1     | 0     | 1        |
|          | Franciaország             | 0     | 1     | 0     | 1        |
|          | Norvégia                  | 0     | 1     | 0     | 1        |
|          | Szlovákia                 | 0     | 1     | 0     | 1        |
|          |                           |       |       |       |          |
| 37.      | Olaszország               | 0     | 0     | 1     | 1        |
|          | Kirgizisztán              | 0     | 0     | 1     | 1        |
|          | Svédország                | 0     | 0     | 1     | 1        |
|          | Thaiföld                  | 0     | 0     | 1     | 1        |
| Összesen | Összesen                  | 50    | 51    | 49    | 150      |

## Férfi

### Futó- és gyaloglószámok
| versenyszám            | arany | ezüst                                                                       | bronz |
| 100 m                  | Akani Simbine (Dél-afrikai Köztársaság)                                                                         | Ashani Kemarley Brown (Jamaica)                                             | Ramil Guliyev (Törökország)                                                                                    |
| 200 m                  | Hua Wilfried Serge Koffi (Elefántcsontpart)                                                                     | Bryce Robinson (USA)                                                        | Ramil Guliyev (Törökország)                                                                                    |
| 400 m                  | Luguelin Miguel Santos Aquino (Dominikai Köztársaság)                                                           | Leaname Maotoanong (Botswana)                                               | Jan Tesae (Csehország)                                                                                         |
| 800 m                  | Shaquille Walker (USA)                                                                                          | Abdelati El Guesse (Marokkó)                                                | Rynardt van Rensburg (Dél-afrikai Köztársaság)                                                                 |
| 1500 m                 | Aleksei Kharitonov (Oroszország)                                                                                | Abdelali Razyn (Marokkó)                                                    | Staffan Ek (Svédország)                                                                                        |
| 5000 m                 | Hayle Ibrahimov (Azerbajdzsán)                                                                                  | Zouhair Talbi (Marokkó)                                                     | Rinas Akhmadeev (Oroszország)                                                                                  |
| 10000 m                | Igor Maximov (Oroszország)                                                                                      | Nicolae-Alexandru Soare (Románia)                                           | Keisuke Nakatani (Japán)                                                                                       |
| 110 m gát              | Greggmar Swift (Barbados)                                                                                       | Konstantin Shabanov (Oroszország)                                           | Genta Masuno (Japán)                                                                                           |
| 400 m gát              | Thomas Barr (Írország)                                                                                          | Abdelmalik Lahoulou (Algéria)                                               | Ivan Shablyuev (Oroszország)                                                                                   |
| 4x100 m                | Japán Kazuma Oseto Takuya Nagata Tatsuro Suwa Kotaro Taniguchi                                                  | Lengyelország Adam Pawlowski Grzegorz Zimniewicz Artur Zaczek Kamil Krynski | Dél-afrikai Köztársaság Ncincilili Titi Shebatian Mccyver Gideon Trotter Eckhardt Deon Rossouw Akani Simbine   |
| 4x400 m                | Dominikai Köztársaság Juander Santos Gustavo Cuesta Rosario Maximo Mercedes Mejia Luguelin Miguel Santos Aquino | Japán Julian Walsh Nobuya Kato Takamasa Kitagawa Kentaro Sato               | Lengyelország Mateusz Zagorski Michal Pietrzak Kamil Gurdak Rafal Omelko                                       |
| 3000 m akadály         | Martin Christian Grau (Németország)                                                                             | Kaur Kivistik (Észtország)                                                  | Iurii Kloptcov (Oroszország)                                                                                   |
| Egyéni 20 km gyaloglás | Dane Bird-Smith (Ausztrália)                                                                                    | Benjamin Gary Thorne (Kanada)                                               | Daisuke Matsunaga (Japán)                                                                                      |
| Csapat 20 km gyaloglás | Ukrajna Igor Glavan Nazar Kovalenko Ivan Banzeruk                                                               | Kína Sun Chenggang Yin Jiaxing Zhang Zhi Xie Sichao                         | Oroszország Sergei Sharypov Aleksandr Nazarov Vladislav Maksimov                                               |
| Egyéni félmaraton      | Yusuke Ogura (Japán)                                                                                            | Tadashi Isshiki (Japán)                                                     | Yuta Takahashi (Japán)                                                                                         |
| Csapat félmaraton      | Japán Yosuke Ogura Tadashi Isshiki Yuta Takahashi Naoki Kudo                                                    | Törökország Vedat Gunen Seref Dirli Aykut Tasdemir Mehmet Akkoyun           | Dél-afrikai Köztársaság Thabang Masihleho Sibabalwe Mzazi Marianio Eesou Zolani Ngqaqa Goitsemodimo Bothobutle |

### Ugrószámok
| versenyszám | arany                          | ezüst                               | bronz                                              |
| Magasugrás  | Daniil Tsyplakov (Oroszország) | Matus Bubenik (Szlovákia)           | Hsiang Chun-Hsien (Tajvan)                         |
| Távolugrás  | Pavel Shalin (Oroszország)     | Vasilii Kopeinkin (Oroszország)     | Rudolph Johannes Pienaar (Dél-afrikai Köztársaság) |
| Hármasugrás | Dmitrii Sorokin (Oroszország)  | Hugues Fabrice Zango (Burkina Faso) | Xu Xiaolong (Kína)                                 |
| Rúdugrás    | Nikita Filippov (Kazahsztán)   | Ilia Mudrov (Oroszország)           | Robert Sobera (Lengyelország)                      |

### Dobószámok
| versenyszám   | arany                        | ezüst                             | bronz                                 |
| Diszkoszvetés | Philip Milanov (Belgium)     | Matthew Denny (Ausztrália)        | Andrius Gudzius (Litvánia)            |
| Gerelyhajítás | Tanel Laanmae (Észtország)   | Huang Shih-Feng (Tajvan)          | Zigismunds Sirmais (Lettország)       |
| Súlylökés     | Inderjeet Singh (India)      | Andrei Marius Gag (Románia)       | Alexander Bulanov (Oroszország)       |
| Kalapácsvetés | Pawel Fajdek (Lengyelország) | Pavel Bareisha (Fehéroroszország) | Siarhei Kalamoyets (Fehéroroszország) |

### Összetett atlétikai versenyszámok
| versenyszám | arany                             | ezüst                          | bronz                      |
| Tízpróba    | Thomas van der Plaetsen (Belgium) | Bastien Auzeil (Franciaország) | Rene Strauss (Németország) |

## Női

### Futó- és gyaloglószámok
| versenyszám            | arany                                                                                     | ezüst                                                                                | bronz                                                                                   |
| 100 m                  | Viktoriya Zyabkina (Kazahsztán)                                                           | Shimayra Crystal Williams (Jamaica)                                                  | Elena Kozlova (Oroszország)                                                             |
| 200 m                  | Viktoriya Zyabkina (Kazahsztán)                                                           | Akeyla Mitchell (USA)                                                                | Dallas Kedisha Sabrina (Jamaica)                                                        |
| 400 m                  | Justine Palframan (Dél-afrikai Köztársaság)                                               | Malgorzata Holub (Lengyelország)                                                     | Yang Huizhen (Kína)                                                                     |
| 800 m                  | Angela Kate Petty (Új-Zéland)                                                             | Campbell Simoya Kadine (Jamaica)                                                     | Fabienne Kohlmann (Németország)                                                         |
| 1500 m                 | Docus Ajok (Uganda)                                                                       | Gabriela Maria Stafford (Kanada)                                                     | Kristina Ugarova (Oroszország)                                                          |
| 5000 m                 | Kristina Maki (Csehország)                                                                | Camille Louise Buscomb (Új-Zéland)                                                   | Daria Mavlova (Kirgizisztán)                                                            |
| 10000 m                | Alla Kuliatina (Oroszország)                                                              | Gulshat Fazlitdinova (Oroszország)                                                   | Zhang Yingying (Kína)                                                                   |
| 100 m gát              | Danielle Gracia Williams (Jamaica)                                                        | Nina Morozova (Oroszország)                                                          | Michelle Janneke (Ausztrália)                                                           |
| 400 m gát              | Joanna Linkiewicz (Lengyelország)                                                         | Emilia Ankiewicz (Lengyelország)                                                     | Irina Takuntceva (Oroszország)                                                          |
| 4x100 m                | Kazahsztán Anastassiya Tulapina Svetlana Ivanchukova Yuliya Rakhmanova Viktoriya Zyabkina | Amerikai Egyesült Államok Ana Holland Kylie Price Jade Barber Nataliyah Friar        | Thaiföld Supawan Thipat Phensri Chairoek Tassaporn Wannakit Khanrutai Pakdee            |
| 4x400 m                | Lengyelország Malgorzata Holub Monika Szczesna Joanna Linkiewicz Justyna Święty           | Oroszország Liliia Gafiiatullina Kristina Malvinova Irina Takuntceva Elena Zuykevich | Amerikai Egyesült Államok Akeyla Mitchell Madeline Kopp Kimberly Mackey Alissa Martinez |
| 3000 m akadály         | Ekaterina Sokolenko (Oroszország)                                                         | Natalia Vlasova (Oroszország)                                                        | Ozlem Kaya (Törökország)                                                                |
| Egyéni 20 km gyaloglás | Anisya Kirdyapkina (Oroszország)                                                          | Marina Pandakova (Oroszország)                                                       | Hou Yongbo (Kína)                                                                       |
| Csapat 20 km gyaloglás | Oroszország Anisya Kirdyapkina Marina Pandakova Sofiya Brodatskaya Lina Kalutskaya        | Kína Hou Yongbo Yang Jiayu Yang Mingxia Liu Huan                                     | Ausztrália Rachel Tallent Stephanie Stigwood Nicole Fagan                               |
| Egyéni félmaraton      | Zhang Yingying (Kína)                                                                     | Nanako Kanno (Japán)                                                                 | Ayumi Uehara (Japán)                                                                    |
| Csapat félmaraton      | Japán Nanako Kanno Ayumi Uehara Maki Izumida Sakurako Fukuuchi                            | Kína Zhang Yingying Zhang Meixia Xiao Huinin                                         | Törökország Nilay Ersun Seyma Yildiz Yasemin Can Elif Tozlu Burcu Buyukbezgin           |

### Ugrószámok
| versenyszám | arany                            | ezüst                                             | bronz                                   |
| Magasugrás  | Airine Palsyte (Litvánia)        | Elizabeth Boyer (USA) Madara Onuzane (Lettország) | –                                       |
| Távolugrás  | Iuliia Pidluzhnaia (Oroszország) | Anna Jagaciak-Michalska (Lengyelország)           | Naa Adjeley Anang (Ausztrália)          |
| Hármasugrás | Ekaterina Koneva (Oroszország)   | Jenny Elbe (Németország)                          | Anna Jagaciak-Michalska (Lengyelország) |
| Rúdugrás    | Li Ling (Kína)                   | Eliza Mercedes Marion McCartney (Új-Zéland)       | Chloe Celines Theys Henry (Belgium)     |

### Dobószámok
| versenyszám   | arany                                   | ezüst                           | bronz                             |
| Diszkoszvetés | Yulia Maltseva (Oroszország)            | Marike Steinacker (Németország) | Stefania Strumillo (Olaszország)  |
| Gerelyhajítás | Tatsiana Khaladovich (Fehéroroszország) | Lina Muze (Lettország)          | Irena Sediva (Csehország)         |
| Súlylökés     | Lena Urbaniak (Németország)             | Paulina Guba (Lengyelország)    | Britanny Ann Nicole Crew (Kanada) |
| Kalapácsvetés | Hanna Skydan (Azerbajdzsán)             | Joanna Fiodorow (Lengyelország) | Julia Susan Ratcliffe (Új-Zéland) |

### Összetett atlétikai versenyszámok
| versenyszám | arany                                | ezüst                    | bronz                      |
| Hétpróba    | Anna Stephanie Maiwald (Németország) | Ida Marcussen (Norvégia) | Anna Petrich (Oroszország) |